# Progetto di miscela
Il progetto di miscela è il calcolo necessario per l'individuazione della composizione di un prefissato calcestruzzo da effettuare in base alle prestazioni richieste dal progettista nonché delle caratteristiche delle materie prime da utilizzare (cemento, inerti, additivi, aggiunte, ecc...).
Secondo la normativa vigente, il progettista delle strutture in cemento armato è tenuto a descrivere la qualità del calcestruzzo richiesto indicando la classe di resistenza, la classe di esposizione, la classe di consistenza e la dimensione nominale massima dell'aggregato.
È pertanto compito e responsabilità del produttore del calcestruzzo progettare una miscela idonea a soddisfare i requisiti richiesti dal progettista.

## Regole base
Nell'eseguire un mix design si devono tenere in considerazione alcune regole di base:
- la lavorabilità (la classe di consistenza) cresce all'aumentare del quantitativo di acqua utilizzata per l'impasto e dipende anche dalle caratteristiche degli inerti utilizzati (diametro massimo previsto e superficie dell'inerte: liscia o scabra) oltre che dalla presenza di eventuali additivi specifici;
- la resistenza meccanica (classe di resistenza) è funzione del rapporto acqua/cemento e della quantità di cemento da utilizzare (se misurata a 28 giorni dipende anche dal tipo e dalla classe del legante); al diminuire del primo e al crescere della seconda aumenta la resistenza meccanica;
- il grado di durabilità (classe di esposizione) cresce in maniera inversamente proporzionale con il rapporto a/c.

Pertanto il parametro principale del progetto di miscela è il rapporto a/c che deve essere idoneo a garantire le prestazioni richieste al calcestruzzo.
Questo significa che per aumentare la lavorabilità, senza l'utilizzo di additivi, bisogna aumentare la quantità di acqua ma proporzionalmente anche il tenore di cemento per mantenere costante il valore a/c atteso per non compromettere il grado di durabilità e la resistenza meccanica del materiale.

## Resistenza caratteristica di progetto
Per l'individuazione della classe di resistenza del calcestruzzo il progettista dovrebbe procedere come segue:
- individuare, sulla base dei soli calcoli statici, il valore della resistenza caratteristica Rck necessario per il rispetto delle prestazioni meccaniche richieste al materiale;

- individuare la classe di esposizione del calcestruzzo e di conseguenza, in base alle norme UNI EN 206:2006 e UNI 11104:2004, il valore minimo della resistenza caratteristica Rckd necessario per il rispetto dei vincoli imposti dalla durabilità del materiale.

La resistenza caratteristica imposta dal vincolo della durabilità, che AA.VV. indicano con il simbolo Rckd per distinguerlo da quello usuale (Rck) riservato alla resistenza caratteristica prescelta dal progettista solo sulla base dei calcoli statici, deve soddisfare la seguente diseguaglianza:
Rck ≥ Rckd 
in questo modo l'Rck calcolata dal progettista sulla base dei soli calcoli statici soddisfa anche le condizioni di durabilità.
In caso contrario, anche se esuberante dal punto di vista statico, è necessario prescrivere una resistenza caratteristica pari a Rckd, al fine di soddisfare sia in requisiti statici che quelli di durabilità.
Pertanto il progettista deve prendere come riferimento per la classe di resistenza di progetto il maggiore dei due valori che verrà indicato come Rck negli allegati progettuali.

## Esempio di calcolo
Ipotizziamo di dover eseguire il mix design in assenza di additivi (fluidificanti, areanti, ecc.) e aggiunte.
Dagli allegati progettuali sono note le seguenti grandezze.
- la resistenza caratteristica a compressione Rck dalla classe di resistenza;
- il rapporto acqua/cemento massimo:(a/c) max e il dosaggio minimo di cemento (kg/m3): cmin dalla classe di esposizione;
- il diametro massimo dell'inerte Dmax
- il valore S (se riferita alla prova di Abrams) dalla classe di consistenza

In letteratura esistono dei diagrammi, con in ascissa il rapporto a/c e in ordinata o la Rck in MPa o il valore medio Rcm (ambedue riferiti a 28 gg), riferiti ai vari tipi e classi di cemento.
Consideriamo il caso più complesso e cioè l'avere a disposizione un diagramma con in ordinata Rcm.
In questo caso il valore Rcm di progetto si calcola in base al tipo di prova (par. 11.2.5 NTC08) che si intende adottare:
- Rcmp = Rck +3,5 se la prova è di tipo A;
- Rcmp = Rck + 1,4 s se la prova è di tipo B;

s è lo scarto quadratico medio che di norma si considera pari a 4 ÷ 5 MPa.
Scelto il cemento di riferimento, dal diagramma Rcm-a/c, noto Rcmp si calcola il corrispondente valore di (a/c)p.
Questo valore deve essere confrontato con quello dettato dalle norme in funzione della classe di esposizione (a/c)max.
Tra i due si prende in considerazione il minore, che indicheremo con a/c, al fine di soddisfare sia il requisito di durabilità che quello di resistenza meccanica.
Nel caso prevalga il valore massimo di a/c previsto dalla classe di esposizione il calcestruzzo prodotto avrà una Rck superiore a quella di progetto.
Dal progetto è noto il diametro massimo dell'inerte Dmax e la classe di consistenza S (se riferita alla prova di Abrams).
Nota anche la natura degli aggregati: alluvionali o di frantumazione, esistono delle tabelle che determinano il quantitativo di acqua necessario per garantire la prefissata classe di consistenza in funzione di Dmax e della natura dell'aggregato.
Un esempio di tabella è la seguente:
- per aggregati alluvionali:

| Dmax | classe di consistenza | richiesta di acqua (l/m3) |
| 8    | S1                    | 180                       |
| 16   | S1                    | 165                       |
| 32   | S1                    | 140                       |
| 50   | S1                    | 135                       |
| 8    | S2                    | 195                       |
| 16   | S2                    | 180                       |
| 32   | S2                    | 155                       |
| 50   | S2                    | 150                       |
| 8    | S3                    | 215                       |
| 16   | S3                    | 200                       |
| 32   | S3                    | 175                       |
| 50   | S3                    | 170                       |
| 8    | S4                    | 235                       |
| 16   | S4                    | 210                       |
| 32   | S4                    | 190                       |
| 50   | S4                    | 180                       |
| 8    | S5                    | 240                       |
| 16   | S5                    | 215                       |
| 32   | S5                    | 195                       |
| 50   | S5                    | 185                       |

- per aggregati frantumati:

| Dmax | classe di consistenza | richiesta di acqua (l/m3) |
| 8    | S1                    | 200                       |
| 16   | S1                    | 185                       |
| 32   | S1                    | 160                       |
| 50   | S1                    | 155                       |
| 8    | S2                    | 215                       |
| 16   | S2                    | 200                       |
| 32   | S2                    | 175                       |
| 50   | S2                    | 170                       |
| 8    | S3                    | 235                       |
| 16   | S3                    | 220                       |
| 32   | S3                    | 195                       |
| 50   | S3                    | 190                       |
| 8    | S4                    | 255                       |
| 16   | S4                    | 230                       |
| 32   | S4                    | 210                       |
| 50   | S4                    | 200                       |
| 8    | S5                    | 260                       |
| 16   | S5                    | 235                       |
| 32   | S5                    | 215                       |
| 50   | S5                    | 205                       |

Noto il quantitativo di acqua a in l/m3 (o in kg/m3, che numericamente è lo stesso)
e il rapporto a/c si determina il quantitativo di cemento c in kg/m3.
Il valore di c deve essere confrontato con il cmin previsto dalla normativa per garantire la durabilità per la classe di esposizione prescelta, e tra i due valori si prende il valore massimo, al fine di soddisfare sia il requisito di durabilità che quello di resistenza meccanica.
Se quello normativo è il valore di c prescelto, il calcestruzzo prodotto avrà una Rck superiore a quella di progetto.
In questo caso, per garantire l'invariabilità del rapporto a/c e la classe di consistenza prevista, si ridetermina il nuovo valore di a con riferimento al valore di c dettato dalla normativa. 
Successivamente si passa alla determinazione alla percentuale di aria inglobata nel volume unitario (1 m3) di calcestruzzo a' che è funzione del diametro massimo dell'inerte.
Anche in questo caso esistono in letteratura diagrammi riportanti in ascissa il diametro massimo Dmax, valore che è noto, e in ordinata a'.
A questo punto non rimane che calcolare il volume occupato dagli aggregati.
I volumi dei singoli ingredienti fino ad ora calcolati necessari per confezionare Vcls = 1 m3 = 1000 l/m3 sono:
- Va = a: volume occupato dall'acqua in l/m3
- Vc = c/γc: volume occupato dal cemento in l/m3; dove γc è il peso specifico del cemento pari a circa 3,1 kg/l
- Va' = 10 a': volume in litri di aria inglobata nel volume unitario di calcestruzzo (l/m3); pari a 10 volte a'.

Pertanto il volume occupato dagli inerti Vi vale:
- Vi = Vcls - Va - Vc - Va' =  1000 - Va - Vc - Va' (l/m3)

calcolata la curva granulometrica reale ottenuta sulla base della distribuzione granulometrica ottimale (secondo le formule di Fuller, Bolomey, ecc.) si conoscono le percentuali della sabbia s%, del ghiaietto/pietrischetto g% e della ghiaia/pietrisco G% che vanno a comporre la curva granulometrica prescelta per l'impasto. 
A questo punto si può suddividere il volume totale degli inerti Vi nei volumi delle varie classi granulometriche espressi in l/m3 agendo nel seguente modo:
- Vs = s%Vi  per la sabbia
- Vg = g%Vi per il ghiaiatto/pietrischetto
- VG = g%Vi per la ghiaia/pietrisco

moltiplicando tali volumi per i relativi pesi specifici:
- γs = 2,65 kg/l
- γg = 2,69 kg/l
- γG = 2,70 kg/l

(spesso viene utilizzato un unico peso specifico per le varie frazioni granulometriche. Di prassi il valore prescelto è 2,70 kg/l).
Si ottengono i pesi, espressi in kg/m3, delle vari frazioni granulometriche per volume unitario di calcestruzzo.
Alla fine si può anche calcolare il peso teorico dell'impasto Pcls procedendo come segue: 
- Pcls = c + a + Ps + Pg + PG (kg/m3)

### Presenza di additivi
Vediamo come la presenza di additivi può modificare il calcolo su riportato.

#### Additivo areante
In presenza di additivi areanti, da utilizzare nel caso di calcestruzzi esposti ai cicli di gelo-disgelo, in merito alla percentuale di aria inglobata da prendere in considerazione nel calcolo oltre ad a'  bisogna considerare anche quella indicata nelle norme UNI EN 206:2006 e UNI 11104:2004, le quali per le sole classi di esposizione XF2,XF3,XF4 prevedono a"=4%.
Inoltre la presenza di aria aggiunta comporta una riduzione della resistenza meccanica di circa il 20%, pertanto a parità di Rck (o Rcmp) l'uso di additivi areanti comporta un valore di a/c più basso di quello che occorrerebbe impiegare in assenza di areante; di norma utilizzando una percentuale di prodotto variabile tra 0,01 -0,03 % la richiesta di acqua a diminuisce di circa il 5%.
Per tenere in considerazione la riduzione della resistenza maccanica e calcolare il valore di Rcmp' da prendere in considerazione per il calcolo del mix design si può far riferimento alla seguente formula:
- Rcmp' = Rcmp/(1-((a'+a"-3)/100)*5)

Per il calcolo di Vi, nella determinazione del volume occupato d'aria Va'si deve considerare anche a":
- Va' =10(a'+ a")

#### Additivo fluidificante
La presenza di additivi fluidificanti, superfluidificanti o iperfluidificanti comporta una riduzione del tenore di acqua.
di norma:
- per additivi fluidificanti (0,2% - 0,4% sul cemento) la riduzione di acqua è di circa il 7%-
- per additivi superfluidificanti (0,8-1,2% sul cemento) la riduzione di acqua è di circa il 20%
- additivi iperfluidificanti (1,5-2,5% sul cemento) la riduzione di acqua è di circa il 30%.

Pertanto nel calcolo del quantitativo di cemento, rimanendo invariabile il valore di a/c, bisogna modificare il valore di a ottenuto considerando la riduzione di acqua dovuta agli additivi e cioè:
- ar= (100-f)% a

dove f è la percentuale di riduzione di acqua dovuta agli additivi.
Il minor quantitativo di acqua comporta un minore tenore di cemento che comunque non può essere inferiore al valore minimo previsto dalle norme UNI EN 206:2006 e UNI 11104:2004 per il rispetto dei vincoli imposti dalla classe di esposizione del materiale.
Per il calcolo di Vi si deve considerare anche il volume degli additivi Vad